# 安德里伊夫卡 (科羅斯堅區)
51°18′33″N 27°42′0″E / 51.30917°N 27.70000°E
安德里伊夫卡（烏克蘭語：Андріївка）是位於烏克蘭北部的村莊，由日托米爾州科羅斯堅區的奧萊夫斯克市鎮負責管轄。該村始建於1445年，面積0.87平方公里，海拔高度187米，2001年人口219。